# Oualia
Oualia is een gemeente (commune) in de regio Kayes in Mali. De gemeente telt 20.700 inwoners (2009).